# Later Stone Age

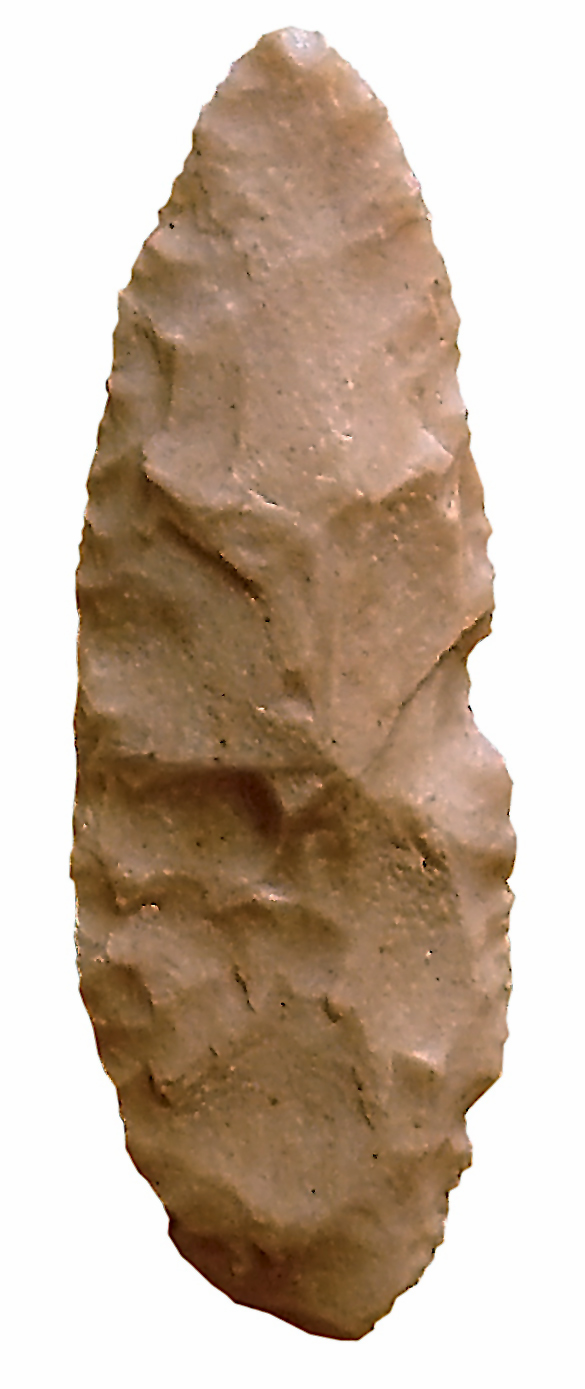
Pièce bifaciale africaine datant du Later Stone Age

Le Later Stone Age (litt. en français : « Âge de pierre récent »), fréquemment abrégé en LSA, est à la fois la dernière période du Paléolithique africain subsaharien et un ensemble d'industries lithiques de modes 4 et 5 trouvées en Afrique australe et orientale durant cette période. Le LSA commence vers 50 000 ans avant le présent et s'achève avec le début du Néolithique, ce qui correspond au Paléolithique supérieur et au Mésolithique en Eurasie. Il compte des cultures très diverses dans le temps et dans l'espace.

## Historique
L'expression Later Stone Age a été introduite en 1929 par les préhistoriens sud-africains Astley John Hilary Goodwin et Clarence van Riet Lowe dans leur premier ouvrage décrivant l'ensemble des industries lithiques d'Afrique australe connues à cette époque, conjointement avec les expressions Early Stone Age et Middle Stone Age. Ce découpage du Paléolithique en trois périodes a par la suite été étendu à l'ensemble de l'Afrique subsaharienne anglophone,.

## Correspondance
| Afrique anglo-saxonne  | Correspondance                                        |
| ---------------------- | ----------------------------------------------------- |
| Early Stone Age (ESA)  | Paléolithique archaïque Paléolithique inférieur       |
| Middle Stone Age (MSA) | Paléolithique moyen                                   |
| Later Stone Age (LSA)  | Paléolithique supérieur Épipaléolithique Mésolithique |

## Description
Le Later Stone Age succède au Middle Stone Age (MSA). Il est caractérisé par une plus grande diversité des outillages lithiques, qui varient beaucoup dans le temps et dans l'espace, contrairement à ceux du MSA. Le LSA est associé à l'émergence de la modernité comportementale par le préhistorien américain Richard Klein.